# Missing (serie televisiva 2003)
Missing (1-800-Missing) è una serie televisiva poliziesca canadese trasmessa negli Stati Uniti sul canale via cavo Lifetime Television e in Italia in prima visione su Canale 5, successivamente anche su Fox Life. La trama è incentrata su Jess Mastriani (interpretata da Caterina Scorsone), una ventenne che, dopo essere stata colpita da un fulmine, acquisisce la capacità di avere visioni. Grazie a questo dono, viene reclutata dall'FBI, poiché, una volta decifrate, le sue visioni forniscono indizi cruciali per ritrovare persone scomparse.
Inizialmente Jess lavora al fianco di Brooke Haslett (Gloria Reuben), Sunny Estrada (Justina Machado) e Alan Coyle (Dean McDermott).
Con l'inizio della seconda stagione, la serie subisce un rinnovamento significativo, con modifiche al cast e all'impostazione narrativa. Il nuovo partner di Jess diventa Nicole Scott (Vivica A. Fox), mentre il personaggio di Sunny viene sostituito da Antonio Cortez, interpretato da Mark Consuelos, già noto per il ruolo di Mateo Santos nella soap opera statunitense All My Children (trasmessa in Italia come La valle dei pini). Inoltre, Justin Louis interpreta l'assistente del direttore John Pollock. Sebbene i poteri psichici di Jess continuino a essere fondamentali, viene dedicata maggiore attenzione anche agli altri personaggi.
La serie è basata sulla collana di libri 1-800-WHERE-R-YOU di Meg Cabot.
L'episodio finale è stato trasmesso il 5 febbraio 2006. Nel mese di aprile dello stesso anno è stata ufficialmente annunciata la cancellazione della serie dopo tre stagioni.

## Cast
- Caterina Scorsone – agente FBI Jessica Mastriani (stagioni 1-3), doppiata da Debora Magnaghi.
- Gloria Reuben – agente FBI Brooke Haslett (stagione 1), doppiata da Loredana Nicosia.
- Justina Machado – agente FBI Sunny Estrada (stagione 1), doppiata da Sonia Mazza.
- Dean McDermott – assistente del direttore Alan Coyle (stagione 1), doppiato da Gabriele Calindri.
- Vivica A. Fox – agente FBI Nicole Scott (stagioni 2-3), doppiata da Stefania Patruno.
- Mark Consuelos – agente FBI Antonio Cortez (stagioni 2-3), doppiato da Simone D'Andrea.
- Justin Louis – assistente del direttore John Pollock (stagioni 2-3), doppiato da Claudio Moneta.
- Alex Appel – agente FBI Janey Cooper (stagione 3), doppiata da Elisabetta Spinelli.

## Episodi
| Stagione         | Episodi | Prima TV originale | Prima TV Italia |
| ---------------- | ------- | ------------------ | --------------- |
| Prima stagione   | 18      | 2003-2004          | 2006            |
| Seconda stagione | 18      | 2004-2005          | 2007            |
| Terza stagione   | 19      | 2005-2006          | 2007-2009       |